# Corey-Fuchs-Reaktion
Die Corey-Fuchs-Reaktion ist eine chemische Reaktion, die zur Darstellung von Alkinen 5 aus Aldehyden 3 dient. Sie ist nach ihren Entdeckern Elias James Corey und Philip L. Fuchs benannt. Das folgende Schema zeigt eine Übersicht der Reaktion ohne die Abgangsgruppen:

## Mechanismus
Die Corey-Fuchs-Reaktion ist eine zweistufige Synthese. In der ersten Stufe wird  aus Triphenylphosphan 1, Tetrabrommethan 2 und Zink in situ ein zweifach bromiertes Phosphorylid hergestellt. Das Ylid reagiert mit dem Aldehyd 3 in einer Wittig-Reaktion zu einem 1,1-Dibromalken 4.
n-Butyllithium (BuLi) abstrahiert aus dem geminalen Dibromalken 4 ein Bromid,  wobei sich stereoselektiv eine Vinylcarbenoid-Zwischenstufe bildet. Das Vinylcarbenoid geht unter Wanderung eines H-Atoms in ein Alkin über, das mit dem zweiten Äquivalent n-Butyllithium sofort zum  Lithiumacetylid reagiert. Bei wässriger Aufarbeitung entsteht durch Reprotonierung das terminale Alkin 5 :
Für die Umsetzung des Dibromalkens 4 zum Alkin  5 findet man in der Literatur auch abweichende mechanistische Beschreibungen.